# Storträsket (Börstils socken, Uppland, 669070-164305)
Storträsket är en sjö i Östhammars kommun i Uppland och ingår i Olandsån-Skeboåns kustområde. Sjön är 2 meter djup, har en yta på 0,187 kvadratkilometer och befinner sig 7 meter över havet. Vid provfiske har abborre, gädda, mört och ruda fångats i sjön.

## Delavrinningsområde
Storträsket ingår i det delavrinningsområde (668746-164206) som SMHI kallar för Rinner mot Östhammarfjärden sek namn. Medelhöjden är 9 meter över havet och ytan är 50,42 kvadratkilometer. Det finns inga avrinningsområden uppströms utan avrinningsområdet är högsta punkten. Avrinningsområdets utflöde mynnar i havet, utan att ha någon enskild mynningsplats. Avrinningsområdet består mestadels av skog (60 procent) och jordbruk (20 procent). Avrinningsområdet har 0,35 kvadratkilometer vattenytor vilket ger det en sjöprocent på 0,7 procent. Bebyggelsen i området täcker en yta av 3,63 kvadratkilometer eller 7 procent av avrinningsområdet.